# سنة عالمية
السنة العالمية تعين بقرار من الجمعية العامة للأمم المتحدة. وتلصق بكل سنة موضوع بغرض لفت الاهتمام العالمي به لتشهد تلك السنة احتفالات ونشاطات متعددة حول الموضوع.

## القائمة
- 1957 - 1958
  - السنة الدولية للجيوفيزياء
- 1959 - 1960
  - السنة الدولية للنازحين

### ستينيات القرن 20
- 1965
  - سنة التعاون الدولي
- 1967
  - السنة الدولية للسياحة
- 1968
  - السنة الدولية لحقوق الإنسان

### سبعينيات القرن 20
- 1970
  - السنة الدولية للتعليم
- 1971
  - السنة الدولية لمكافحة العنصرية والتفرقة العرقية
- 1974
  - السنة العالمية للسكان
- 1975
  - السنة الدولية للمرأة
- 1978
  - السنة الدولية لمكافحة الأبرتايد
- 1979
  - السنة الدولية للطفل

### ثمانينيات القرن 20
- 1981
  - السنة الدولية للأفراد المعاقين
- 1982
  - السنة الدولية لتوحد من أجل عقوبات ضد جنوب أفريقيا
- 1983
  - السنة العالمية للاتصالات
- 1985
  - السنة الدولية للشباب
- 1986
  - السنة الدولية للسلم
- 1987
  - السنة الدولية من أجل مسكن للمشردين

### تسعينيات القرن 20
- 1990
  - السنة الدولية لمحاربة الأمية
- 1992
  - السنة الدولية للفضاء
- 1993
  - السنة الدولية للسكان الأصليين
- 1994
  - السنة الدولية للأسرة
  - السنة الدولية للرياضة والروح الأولمبية
- 1995
  - السنة الدولية للتسامح
- 1996
  - السنة الدولية لمحو الفقر
- 1998
  - السنة الدولية للمحيطات
- 1999
  - السنة الدولية للمسنين
- 2000
  - السنة الدولية للثقافة والسلم
  - السنة الدولية للعفو

### بدايات القرن 21
- 2001
  - السنة الدولية للمتطوعين
  - السنة الدولية للوقوف ضد العنصرية
- 2002
  - سنة الأمم المتحدة للموروث الثقافي
  - السنة الدولية لسياحة بيئية
  - السنة الدولية للجبال
- 2003
  - السنة الدولية للمياه العذبة
- 2004
  - السنة الدولية لإحياء ذكرى مكافحة الرق و تحريمه
  - السنة الدولية للأرز
- 2005
  - السنة الدولية للفيزياء
  - السنة الدولية للقروض المصغرة
  - السنة الدولية للرياضة والتربية البدنية
- 2006
  - السنة الدولية للصحاري والتصحر
- 2008
  - السنة الدولية للغات
  - السنة الدولية لكوكب الأرض
  - السنة الدولية للبطاطس
  - السنة الدولية لإحصاء السكان
- 2009
  - السنة الدولية للألياف الطبيعية
  - السنة الدولية لعلم الفلك
  - السنة الدولية للحوار

### عشرية القرن 21
- 2010
  - السنة الدولية لتقارب الثقافات
  - السنة الدولية للتنوع البيئي
- 2011
  - السنة الدولية للكيمياء
  - السنة الدولية للغابات
- 2012
  - السنة الدولية للتعاونيات
  - السنة الدولية للطاقة المتجددة للجميع
- 2013
  - السنة الدولية لدبلوماسية الماء
- 2014
  - السنة الدولية للزراعة الأسرية
- 2015
  - السنة الدولية للتربة
- 2016
  - السنة الدولية للبقول
  - السنة الدولية للإبليات
- 2017
  - السنة الدولية للسياحة المستدامة من أجل التنمية
- 2019
  - السنة الدولية للغات الشعوب الأصلية

## هوامش
1. ↑  Années internationales proclamées par l'Assemblée des Nations Unies نسخة محفوظة 14 أكتوبر 2009 على موقع واي باك مشين.

### مقالات ذات صلة
- يوم عالمي
- منظمة الأمم المتحدة

### وصلات خارجية
- International Days and Weeks
- Journées Nationales, Internationales et Mondiales, le calendrier
- احتفالات ومناسبات الأمم المتحدة